# Limonium tacapense
Espèce
Limonium tacapense est une espèce de plantes à fleurs de la famille des Plumbaginaceae endémique de la Tunisie.